# Phygadeuon thomsoni
Phygadeuon thomsoni là một loài tò vò trong họ Ichneumonidae.